# Signy-Avenex
Signy-Avenex ist eine politische Gemeinde im Distrikt Nyon des Kantons Waadt in der Schweiz.

## Geographie
Signy-Avenex liegt auf 470 m ü. M., 3 km westnordwestlich des Bezirkshauptortes Nyon (Luftlinie). Das Dorf erstreckt sich auf der leicht nach Südosten geneigten Ebene am Jurasüdfuss, zwischen dem Genfersee und der Kette der La Dôle.
Die Fläche des 1,9 km² grossen Gemeindegebiets umfasst einen Abschnitt der Ebene am Jurafuss zwischen den Flussläufen des Boiron de Nyon im Südwesten und der Asse im Nordosten. Die höchste Erhebung von Signy-Avenex erreicht 489 m ü. M. unterhalb von Grens. Von der Gemeindefläche entfielen 1997 20 % auf Siedlungen, 2 % auf Wald und Gehölze und 78 % auf Landwirtschaft.
Signy-Avenex besteht aus dem Dorf Signy, dem Weiler Avenex (455 m ü. M.) und der Einfamilienhaussiedlung Grands Champs am Westrand von Signy. Nachbargemeinden von Signy-Avenex sind Nyon, Grens, Borex und Eysins.

## Bevölkerung
Mit 606 Einwohnern (Stand 31. Dezember 2023) gehört Signy-Avenex zu den kleinen Gemeinden des Kantons Waadt. Von den Bewohnern sind 78,7 % französischsprachig, 11,8 % englischsprachig und 5,9 % deutschsprachig (Stand 2000). Die Bevölkerungszahl von Signy-Avenex belief sich 1900 auf 94 Einwohner. Nach 1960 (136 Einwohner) setzte eine rasante Bevölkerungszunahme mit einer Verdreifachung der Einwohnerzahl innerhalb von 40 Jahren ein.

## Wirtschaft
Signy-Avenex war bis in die zweite Hälfte des 20. Jahrhunderts ein hauptsächlich durch die Landwirtschaft geprägtes Dorf. Heute konzentriert sich die Landwirtschaft auf den Ackerbau und den Obstbau, in Dorfnähe gibt es mehrere kleine Weinbaugebiete. In Signy-Avenex wird der Aperitif Vitavin hergestellt. Weitere Arbeitsplätze sind im lokalen Gewerbe und vor allem im Dienstleistungssektor vorhanden. In den letzten Jahrzehnten hat sich das Dorf zu einer Wohngemeinde entwickelt. Viele Erwerbstätige sind Wegpendler, die in Nyon und in Genf arbeiten.

## Verkehr
Der Ort selbst liegt zwar abseits der grossen Durchgangsstrassen, ist aber verkehrstechnisch trotzdem hervorragend erschlossen. Der Autobahnanschluss Nyon an der A1 (Genf-Lausanne), die durch das Gemeindegebiet verläuft, ist nur rund 1 km vom Ort entfernt. Durch den Postautokurs, der von Nyon nach Gingins verkehrt, ist Signy an das Netz des öffentlichen Verkehrs angeschlossen.

## Geschichte
Aus der Römerzeit sind geringe Überreste eines Aquädukts vorhanden, der das Wasser von der Versoix nach Colonia Iulia Equestris (Nyon) leitete. Die erste urkundliche Erwähnung von Signy erfolgte 1017 unter dem Namen Sigiciacum, später erschienen die Bezeichnungen Signiacum und 1166 Signei. Avenex wurde bereits im Jahr 926 als Avenacum genannt.
1017 kamen Signy und Avenex durch Schenkung des Königs Rudolf III. an die Abtei Saint-Maurice. Ab dem 12. Jahrhundert gehörten sie den Herren von Prangins und kamen schliesslich im 14. Jahrhundert an das Haus Savoyen. Mit der Eroberung der Waadt durch Bern im Jahr 1536 kam Signy-Avenex unter die Verwaltung der Vogtei Nyon. Nach dem Zusammenbruch des Ancien Régime gehörte das Dorf von 1798 bis 1803 während der Helvetik zum Kanton Léman, der anschliessend mit der Inkraftsetzung der Mediationsverfassung im Kanton Waadt aufging. 1798 wurde es dem Bezirk Nyon zugeteilt.

## Persönlichkeiten
- Ernest Mamboury (1878–1953), Professor für Zeichnen in Istanbul
- Pierre-Louis Matthey (1893–1970), Dichter und Übersetzer
- Robert Matthey (1900–1982), Zoologe und Professor für Zytogenetik an der Universität Lausanne